# Abala (Niger)
Abala est une localité et une commune urbaine de l'ouest du Niger, chef-lieu du département d'Abala, dans la région de Tillabéri. Elle est frontalière du Mali au Nord et abrite un camp de réfugiés installé en 2012.

## Géographie

### Situation
La localité d'Abala est située sur la route nationale 25 à 286 km au nord-ouest du chef-lieu régional Tillabéri, et à 250 km au nord-ouest de la capitale Niamey par la route nationale 25.
|             | Mali     |                 |
| Bani Bangou | Abala    | Sanam           |
|             | Filingué | Kourfeye Centre |

## Histoire
Le village est fondé en 1931. Le poste administratif d’Abala instauré en 1964, est séparé en 2011 du département de Filingué et élevé au statut départemental. La commune est créée en 2002 dans le département de Filingué.
Le camp de réfugiés d'Abala est mis en place en mars 2012 à la suite du conflit dans le nord du Mali. En octobre 2013, le camp abritait plus de 14 000 personnes, principalement des Touaregs de la communauté malienne d’Andéramboukane.

## Population
Lors du recensement général de 2012, la population communale est relevée à 75 821 habitants, de 2001 à 2012, la population a augmenté en moyenne de 2,5 % par an (pour un accroissement national moyen de : 3,9 %). La population de la localité atteint 11 068 habitants en 2012.

## Économie

### Transport et communication
La localité se trouve sur la route nationale 25 (axe Niamey-Tahoua).